# Стахеев, Иван Иванович (1802)
Ива́н Ива́нович Стахе́ев (1802—1885) — русский купец и благотворитель, городской голова Елабуги в 1850—1852 и 1862—1864 годах, инициатор строительства церквей, монастырей и благотворительных учреждений.

## Биография
Родился в 1802 году в купеческой семье, получив традиционное для купеческих детей домашнее воспитание.
С 1845 года состоял в купцах 2-й гильдии, в период с 1860 по 1866 год был зачислен в 1-ю гильдию. Торговые операции Ивана Ивановича охватили всю Сибирь, предметами торговли были сахар, мануфактурные товары и чай, который закупался в Китае — своей коммерческой деятельностью он составил славу династии купцов Стахеевых. Начинал заниматься торговлей вместе со своим братом Дмитрием; впоследствии годовой оборот их совместного предприятия составлял несколько десятков миллионов рублей.
В 1862—1864 годах Иван Иванович был избран городским главой. Он был инициатором приглашения в Елабугу для исполнения образов для иконостаса Покровской церкви золотых медалистов Императорской Академии художеств Карла Гуна и Василия Верещагина. Приглашение состоялось по инициативе уроженца этого города И. И. Шишкина, с которым художники дружили.
В 1870-е годы братья учредили «Благотворительный комитет Д. И. и И. И. Стахеевых», капитал от которого шел на строительство храмов, монастырей, учебных и богоугодных заведений. Ежегодно из средств комитета выделялись деньги на выдачу пособия бедным людям. В 1864 году на средства Ивана Ивановича был построен комплекс зданий Пантелеймоновской богадельни. Более 300 тысяч рублей он пожертвовал на строительство Казанско-Богородицкого женского монастыря в Елабуге (возведен в 1856—1868 годах, уничтожен в 1930-е годы). Также Иван Иванович пожертвовал средства на устройство в Елабуге реального училища (было открыто 10 сентября 1878 года).
На его пожертвования были построены и обустроены: церковь во имя святого благоверного князя Александра Невского при тюремном замке в Елабуге (в память чудесного спасения государя императора Александра II); Вознесенская церковь в селе Дигитли (ныне — Мамадышский район Татарстана); однопрестольная Покровская церковь в селе Покровское (ныне в этом же районе); Преображенская церковь в современном совхозе им. Воровского (Мензелинский район Татарстана, некоторое время принадлежала Пророко-Ильинскому женскому монастырю); Козьмодемьянская церковь в современных Набережных Челнах. При содействии благотворительного комитета были также воздвигнуты Ильинская церковь (село Гари, Елабужский район), а также Троицкая церковь (село Малый Толкиш, Чистопольский район) и Покровская церковь (село Русские Сарсазы в Чистопольском районе). Купцом также были выделены средства на постройку Крестовоздвиженской церкви в селе Каинки (ныне Верхнеуслонского района).
Вместе с купцом Ф. Г. Черновым братья Стахеевы внесли пожертвования в Свято-Пантелеймонов монастырь на Афоне.
Умер в 1885 году. В газете «Вятские губернские ведомости» был опубликован некролог:

«В ночь на 13 сентября скончался в Елабуге Потомственный почетный гражданин Иван Иванович Стахеев. Главная черта покойного была благотворительность. Чтобы дать понятие о размерах последней, достаточно указать на то, что Иван Иванович, бывший некогда миллионер и главный воротило в торговых делах, умер с очень незначительным капиталом, громадная часть которого была истрачена на различные благотворительные учреждения. Будучи сам глубоко религиозным человеком, он главное свое внимание обращал на устройство церквей. На его средства выстроен в Елабуге прекрасный женский монастырь; кроме того, он пожертвовал несколько домов под общественные учреждения».

За деятельность на поприще благотворительности И. И. Стахеев был награжден орденами Святой Анны 3-й и 2-й степени, а также золотой медалью для ношения на шее на ленте ордена Святого Владимира.

### Семья
Был женат на Анисье Ивановне (1806—1860). У них родились дети: Евдокия (1826—1922), Александр (1827—1895), Владимир (1838—?), Дмитрий (1840—1918) и Николай (1845—?).
Купец Николай Стахеев — племянник Ивана Ивановича (сын его брата Дмитрия Ивановича Стахеева).